# Sampradaja
Sampradaja (ang. Sampradaya) (inaczej parampara) – w hinduizmie linia religijnego przekazu oraz
sukcesja („łańcuch”) nauczycieli i uczniów ustanowiona w celu przekazywania tradycji sanatanadharmy. Uczeń staje się członkiem sampradai poprzez przyjęcie od guru święceń inicjacyjnych diksza. Też gmina (wyznaniowa).
Każdy z dużych nurtów hinduizmu posiada kilka, działających w jej ramach, głównych sampradai. Zwykle różnią się one między sobą szczegółami związanymi z liturgią i teologią, ale też np. ubiorem (w tym rodzajem tilaki).
Przykłady:
- Nathasampradaja
- Ganapati sampradaja